# Boscobel, Shropshire
Boscobel var en civil parish från 1858 till 1 april 2025 då den blev en del av Albrighton and Donington, i distriktet Shropshire, i Storbritannien. Den ligger i grevskapet Shropshire i riksdelen England, i den södra delen av landet, 190 km nordväst om huvudstaden London. Denna civil parish hade 15 invånare år 2021.